# ورنر اوشتندورف
ورنر اوشتندورف (به آلمانی: Werner Ostendorff) (زاده ۱۵ اوت ۱۹۰۳ – مرگ ۱ می ۱۹۴۵) یک ژنرال آلمانی در دوره رایش سوم و از ۴ فوریه ۱۹۴۵ تا ۹ مارس ۱۹۴۵ فرمانده لشکر دوم زرهی اس‌اس داس رایش بود.

## فعالیت در اس‌اس
وی در سال ۱۹۲۵ به ارتش پیوست.در سال‌های ۱۹۳۳ و ۱۹۳۴ در یکی از مراکز آموزش نظامی اس‌آ مشغول به کار شد و سپس به لوفت‌وافه پیوست. در ۱ اکتبر ۱۹۳۵ به اس‌اس پیوست و به اس‌اس-وی‌تی منتقل شد. در ۱ می ۱۹۳۷ عضو حزب نازی شد و تا آوریل ۱۹۳۸ به عنوان آموزگار در یکی از مدارس اس‌اس کار کرد.سپس به اولین لشکر اس‌اس که لشکر پیشوا نام گرفته بود پیوست. این لشکر بعدها با نام لشکر دوم زرهی اس‌اس داس رایش شناخته شد. وی تا ژوئن ۱۹۴۲ رئیس ستاد این لشکر بود. در ۱۳ سپتامبر ۱۹۴۱  به دلیل ضدحمله موفقی که در روستایی اطراف شهر اسمولنسک انجام گرفت به او نشان صلیب شوالیه آهنین اهدا شد. با تصرف این روستا خطر موفقیت روس‌ها در آن منطقه از میان رفت.

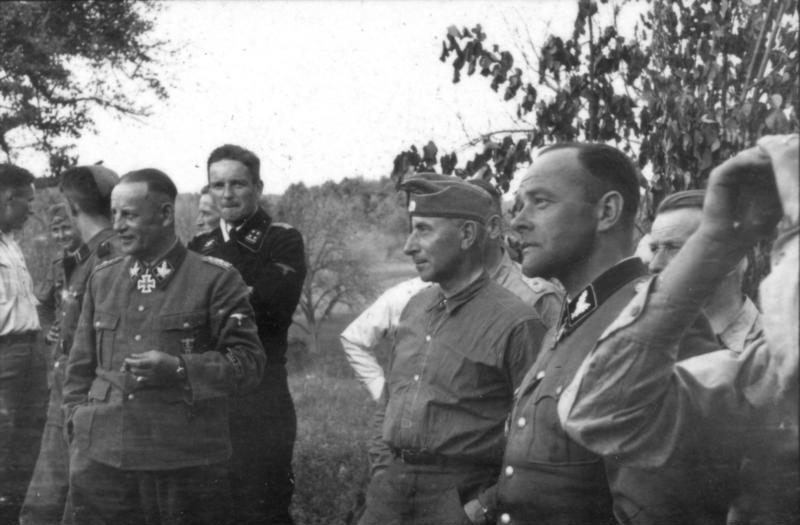
از چپ به راست:والتر کروگر، هانس آلبین فرایهر فون رایتسنشتاین، پل هاوسر و ورنر اوشتندوف در سال ۱۹۴۳ در شوروی

وی از فوریه تا ژوئن ۱۹۴۲ فرمانده لشکری در شرق بود و در همان زمان صلیب آلمانی طلا را نیز دریافت کرد. در ژوئن ۱۹۴۲ که پل هاوسر هسته اولیه سپاه‌های اس‌اس را تشکیل داد، اوشتندورف را به سمت ریاست ستاد لشکر خود منصوب کرد. وی تا نوامبر ۱۹۴۳ در این سمت باقی ماند. در ژانویه ۱۹۴۴ فرمانده لشکر هفدهم پانزر نارنجک‌انداز گوتز فون برلیشینگن اس‌اس شد. وی در جریان نبرد در نورماندی در ۱۶ ژوئن ۱۹۴۴ در نزدیکی کارانتان به شدت زخمی شد و فرماندهی این لشکر به اوتو بینگه رسید. با این حال وی از ۲۱ اکتبر همان سال دوباره فرماندهی این لشکر را به دست گرفت و تا ۱۵ نوامبر ۱۹۴۴ در سمتش باقی ماند.
وی در ۱ دسامبر ۱۹۴۴ به درجه گروپنفورر رسید و رئیس ستاد گروه ارتش اوبرهاین شد.وی تا ۲۲ ژانویه ۱۹۲۵ در این سمت بود.آخرین سمت وی فرماندهی لشکر دوم زرهی اس‌اس داس رایش بود.وی تا ۹ مارس ۱۹۴۵ در این سمت بود.در آن روز در جریان نبرد در مجارستان جراحتی عمیق برداشت و در ۱ می ۱۹۴۵ در بیمارستانی در اتریش درگذشت.

## زندگی شخصی
وی در اکتبر ۱۹۳۵ ازدواج کرد که حاصل آن دو پسر و یک دختر بود.

## نشان‌ها
- صلیب آهنین (۱۹۳۹)، درجه دو (۱۹ می ۱۹۴۰) و درجه یک (۲۳ ژوئن ۱۹۴۰)
- صلیب آلمانی طلا (۵ ژوئن ۱۹۴۲)
- صلیب شوالیه آهنین با برگ‌های بلوط 
  - صلیب شوالیه (۱۳ سپتامبر ۱۹۴۱)
  - برگ‌های بلوط (۵ می ۱۹۴۵)